# Wzniesienie

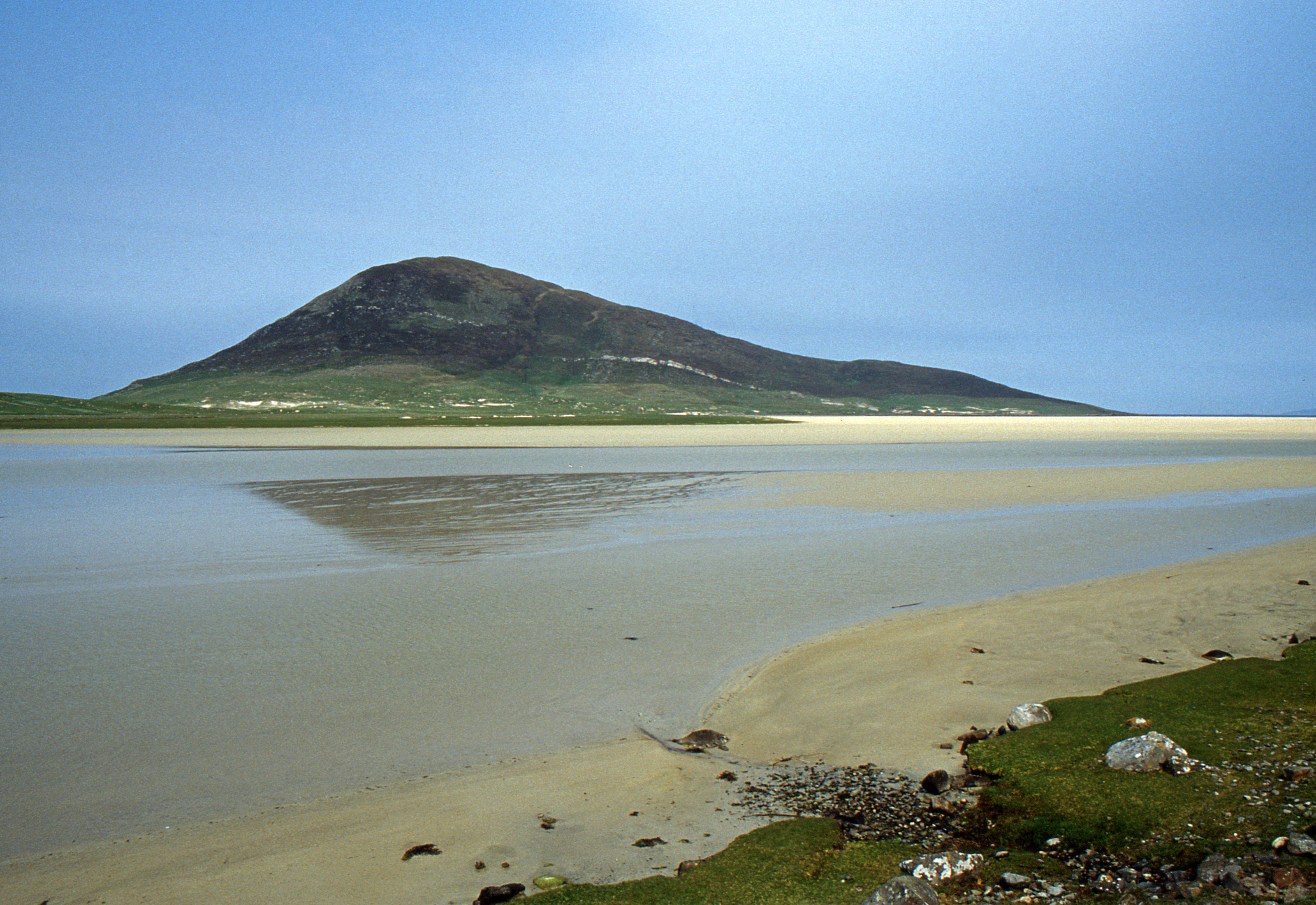
Wzniesienie na Hebrydach, Harris, fot. 1989 r.

Wzniesienie – wypukła forma ukształtowania terenu, wyróżniająca się względem terenów przyległych. Jest to termin ogólny, stosowany potocznie szczególnie do form o wysokościach względnych do kilkuset metrów.
Spośród terminów pokrewnych, można wyróżnić:
- górę – o silnie urozmaiconej rzeźbie i wysokościach względnych w stosunku do najbliższych den dolinnych powyżej 300 m oraz o dużym nachyleniu stoków.
- wzgórze – o wysokości względnej od 100 do 300 m, nieco zależnie od wielkości form sąsiednich
- pagór – wyniosłość typu pagórkowatego większych rozmiarów, o wysokości względnej do 100 m
- pagórek – niewielką wyniosłość o wysokości względnej do kilkudziesięciu metrów, wyraźnie zarysowującą się i wyodrębnioną w terenie
- bulę – kopulaste wzniesienie o niewielkiej wysokości względnej